# Cicurina caverna
Cicurina caverna là một loài nhện trong họ Dictynidae.
Loài này thuộc chi Cicurina. Cicurina caverna được Willis J. Gertsch miêu tả năm 1992.